# Filip I al Franței
 Filip I (franceză Philippe I), (n. 23 mai 1052, Champagne-et-Fontaine, Aquitaine, Franța – d. 29 iulie 1108, Melun, Île-de-France, Franța) a fost rege al francilor din 1060 până la moartea sa. Domnia sa, ca a celor mai mulți dintre Capețienii de început, a fost extraordinar de lungă pentru acele timpuri.

## Origini
După moartea tatălui său, Henric I al Franței, în 1060, Filip a fost recunoscut ca rege al Franței. Fiind tânăr și lipsit de talentul de a conduce, a asistat la cel mai mare eveniment din mijlocul secolului - cucerirea Angliei de către William de Normandia, devenit William I al Angliei - vasalul său, fără să încerce să profite.

## Simonia
Filip I câștiga foarte mult de pe seama investițiilor, însă papa Grigore al VII-lea i-a atras atenția la desfășurarea liberă a simoniei, care era considerată păcat capital. Papa nu putea să ia măsuri drastice, din cauza conflictului cu Împăratul Henric al IV-lea, interdictul cu care fusese amenințat regele nu a fost pus în practică și situația a rămas aceeași.

## Excomunicarea
Filip însă nu a putut fugi de interdict, pronunțat în anul 1094, având ca motiv despărțirea regelui de prima sa soție, Berta, și căsătoria cu Bertrade, contesă de Anjou. În 1104 a promis că va întrerupe concubinajul cu Bertrad, fiind iertat, însă a continuat să trăiască cu ea. Din cauza interdictului, regele Filip nu a putut participa la prima cruciadă, inițiată de Papa Urban al II-lea în anul 1095.

## Descendenți.
Cu prima sa soție, Berta a avut 5 copii, dintre care:
1. Ludovic al VI-lea al Franței (1081 - 1 august 1137), regele Franței din 1108;
2. Constanța, căsătorită cu Boemund, principe al Antiohiei, unul din liderii primei cruciade.

Din cea de-a doua căsătorie, cu Bertrade de Montfort, s-au născut:
- Philippe (prin 1092 – mort după 1133), conte de Mantes, căsătorit prin 1104 cu Élisabeth de Montlhéry, fiica lui Gui II de Montlhéry;
- Fleury (prin 1095 – moartă după 1119), soție moștenitoare a Nangis;
- Cécile (prin 1097 – moartă după 1145), căsătorită în 1106 cu Tancrède de Hauteville, apoi cu Pons de Tripoli;
- Eustachie, adesea menționată în genealogie, se pare că nu a existat niciodată.[4]